# 日立鉱山専用電気鉄道

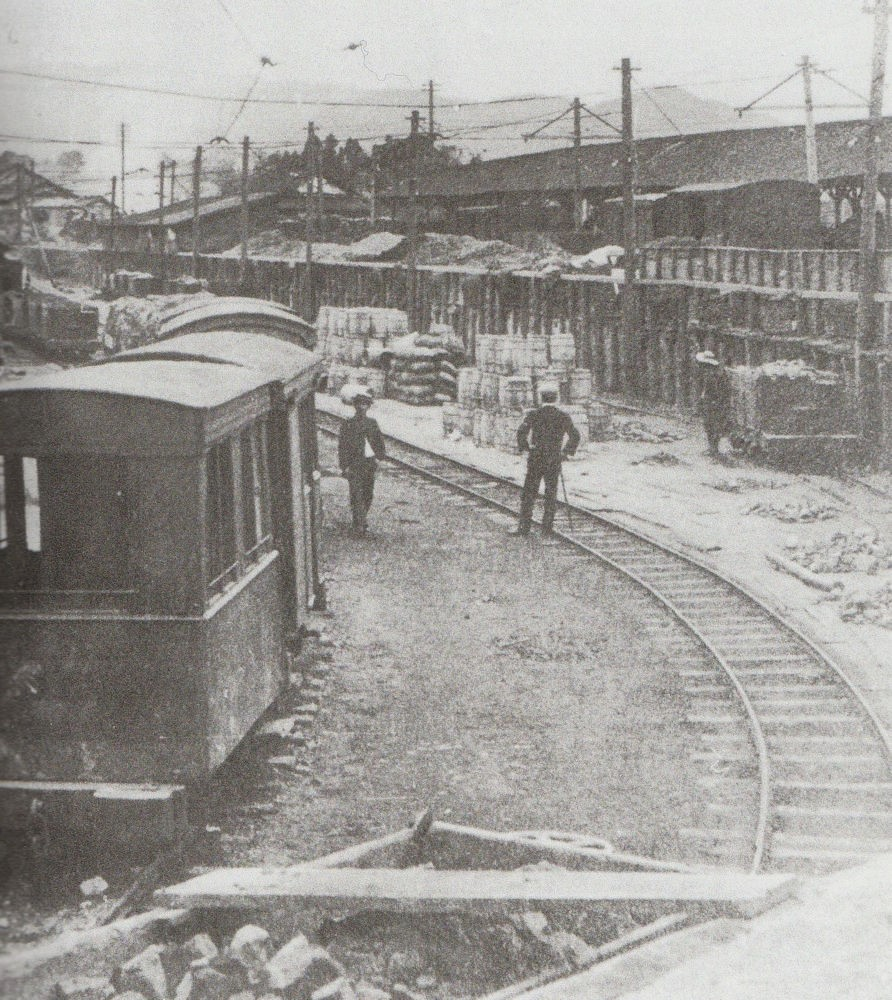
助川駅（現・日立駅）における当鉄道の線路と車両

日立鉱山専用電気鉄道（ひたちこうざんせんようでんきてつどう）は、茨城県日立市の日立駅（旧称・助川駅）から同市内の大雄院駅までを結んでいた日本鉱業の専用鉄道（鉱山鉄道）である。助川専用電気鉄道、略称「助鉄」とも呼ばれていた。

## 概要

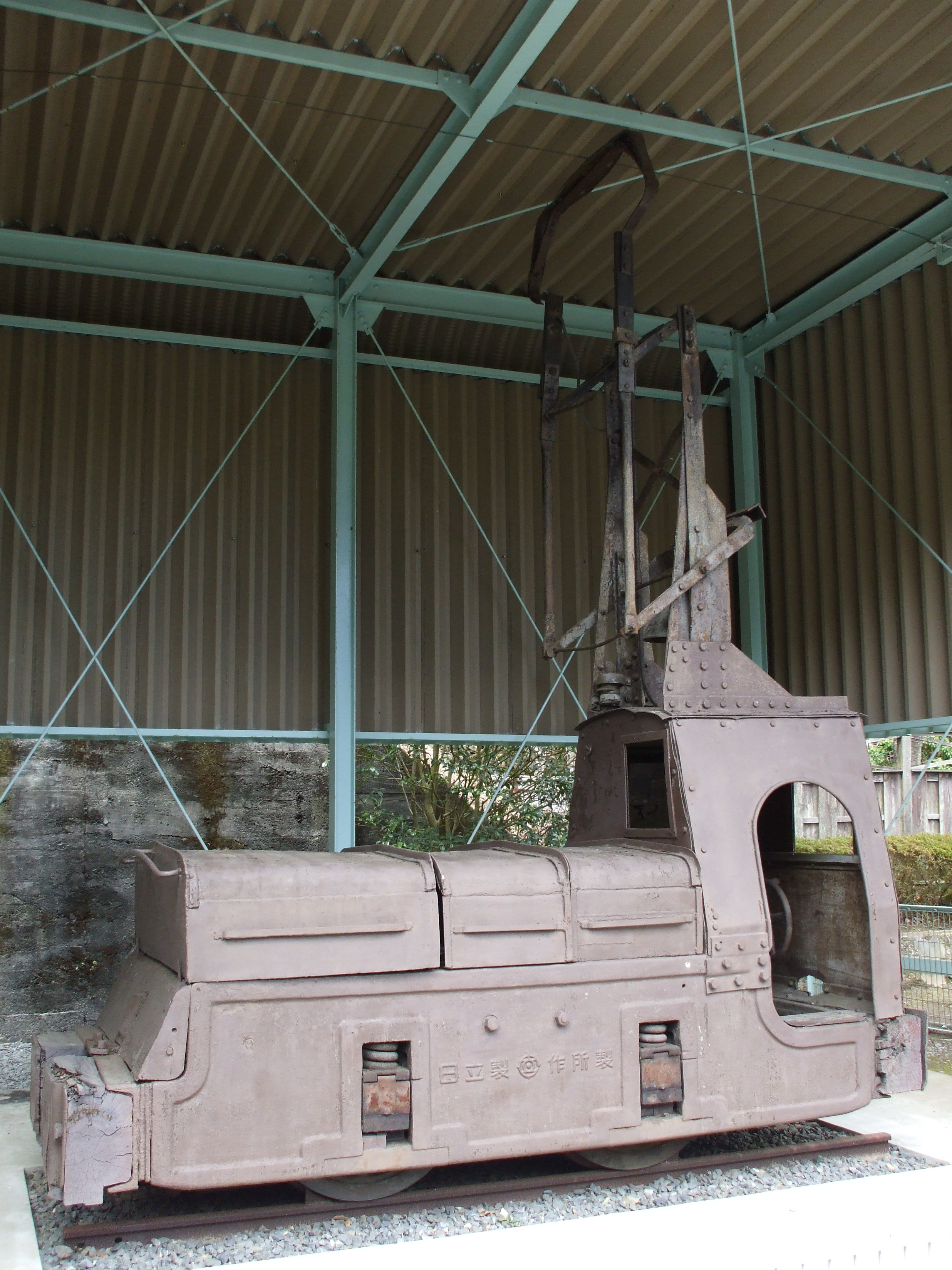
日立鉱山専用電気鉄道で使用された電気機関車。日鉱記念館敷地内で撮影。

日立鉱山専用電気鉄道は日立鉱山への物資の移送を目的として、1908年（明治41年）8月に建設が開始され、11月に開通した。当初は貨物輸送専用の予定であったが、まだ鉄道建設中の1908年（明治41年）10月に逓信大臣宛てに便乗許可願いが出され、翌11月には便乗が認可された。大正時代初めには旅客専用車の運行も行われるようになり、常磐線の助川駅から日立鉱山の精錬所がある大雄院までの物資と人員の移送を担った。旅客運賃は無料であり「無賃電車」として親しまれた。
大正初期から第一次世界大戦時にかけての鉱山隆盛時や、鉱山の増産活動が強力に進められていた1941年（昭和16年）以降などは昼夜を問わず運転が行われた。戦後も物資の輸送や日立鉱山で働く従業員の足として活躍を続けたが、鉱山の合理化推進により物資輸送はトラック、人員輸送はバスへ切り替えることとなり、1960年（昭和35年）5月末に人員輸送を終了、同年10月には貨物輸送も終了し、日立鉱山専用電気鉄道は廃止となった。

## 電気鉄道の建設
1905年（明治38年）12月に久原房之助によって買収された赤沢銅山は、同月には日立鉱山と改名され、1907年（明治40年）頃から急速に発展するようになった。当初、鉱山の中心部である本山地区に採鉱から精練までの鉱山関連施設がまとまっていたが、本山地区は宮田川の最上流部の狭い谷間であり、久原は本山と常磐線助川駅の間にあって谷間が広がっている大雄院の地に目をつけ、精錬所を建設する構想を抱くようになった。
久原の構想は広い土地を得られる場所に精錬所を設けることにとどまらなかった。一つの鉱山から産出される鉱石のみで鉱山経営を行った場合、鉱石枯渇や品位の低下などという事態が発生すれば経営が成り立たなくなるため、日立鉱山のみならず他の鉱山からの鉱石を購入して精練を行う、「買鉱」を積極的に行うことをもくろんだ。また関東地方にあって常磐線の助川駅から数キロという日立鉱山の恵まれた立地条件は、買鉱を進めるにあたって大きなプラスとなった。1908年（明治41年）3月には大雄院精錬所が起工され、11月には稼動を開始した。
大雄院は鉱山の中心部である本山と助川駅の間にあるため、精錬所の建設と並行して久原は輸送手段の強化に乗り出した。他の鉱山からの買鉱を積極的に進め、大雄院の精錬所で精練を行うために、物資の輸送手段として電気鉄道の建設が計画され、1908年（明治41年）5月に建設の出願がなされ、8月に建設の認可が下りると、早くも10月には試運転が行われ、そして11月26日に運行を開始することになった。
鉄道の建設認可から試運転まで約2ヶ月で完成したというのは、相当なスピードで建設が行われたと考えられるが、電気鉄道建設前に既に牛が牽引する軌道があり、改めて線路を敷設する工事は行われなかったとの説もある。電気鉄道の建設は、後に日立製作所を創業することになる小平浪平が指揮したと考えられており、電気機関車はアメリカ製のものを4台買い入れ、営業を開始することになった。

## 物資と人員の輸送に活躍
当初、日立鉱山への物資の輸送を目的として建設された日立鉱山専用電気鉄道であるが、建設途中の1908年（明治41年）10月に逓信大臣宛てに便乗許可願いが出された。翌11月には便乗が認可され、鉱山従業員と関係者の便乗が認められるようになった。1909年（明治42年）2月には便乗車について認可の申請が出され、同月中に許可が下りている。便乗車は助川駅を出ると芝内停留所、そして当初は役宅停留所を経て大雄院に到着した。
人員専用の便乗車が運行を開始したのは大正に入ってからと考えられるが、いつから運行が開始されたかははっきりしない。当初、人員専用の便乗車には鉱山の役員専用の座席つきの甲型便乗車と一般労働者用の座席なしの乙形便乗車があり、鉱山の厳しい縦社会が便乗車の座席にも反映していた。しかしこの便乗車のあまりにもあからさまな差別については、第四代の日立鉱山所長である角所長が撤廃を命じ、大正中期には廃止された。
大正初期から第一次世界大戦時にかけて日立鉱山は隆盛を迎え、日立鉱山の煙害対策のために造られた大煙突などの鉱山施設の建設資材の運搬など、日立鉱山専用電気鉄道はフル稼働した。1914年（大正3年）当時は15分に1本の運転間隔で昼夜を問わず運行していたという。1918年（大正7年）には役宅停留所が廃止され、杉本停留所が開設された。
第一次世界大戦後には不況が続いた日立鉱山であったが、日立鉱山で進められていた合理化の一環として、これまでポール式の集電器であった電気機関車は1930年（昭和5年）にはパンタグラフ式に改造された。そして戦時体制が強化されるにつれて日立鉱山は再び隆盛を迎え、1932年（昭和7年）には電気機関車27両、貨車約400両を保有しており、1941年（昭和16年）頃には72往復というダイヤが組まれ、昼夜を問わず物資と人員の輸送を行った。
1945年（昭和20年）7月17日から20日にかけての空襲と艦砲射撃によって、日立鉱山専用電気鉄道もかなりの被害を蒙ったが復旧された。そして1951年（昭和26年）4月には自動踏切警報機が設置されるなど、設備の近代化も図られていった。1954年（昭和29年）には、電気機関車18両、72人乗り客車18両、貨車365両、タンク車12両を保有し、月平均5万6000トン余りの貨物を輸送しており、1956年（昭和31年）には一日平均約6,000人の乗客を輸送するなど、戦後も日立鉱山の復活とともに輸送の大動脈として活躍していた。

## 鉱山の合理化推進と廃止
1958年（昭和33年）1月、大雄院から桐木田間の産業道路建設が開始された。産業道路工事が進む中、日立鉱山では輸送全般について見直すために運搬合理化委員会が立ち上げられた。委員会では日立鉱山専用電気鉄道の廃止と、物資輸送はトラック、人員輸送にはバスの利用に切り替えることが決められ、1960年（昭和35年）5月末で人員の輸送は終了し、翌6月からはバス輸送に切り替えられた。そして貨車の運行も同年10月5日で終了し、日立鉱山専用電気鉄道は廃線となった。

## 路線データ
- 路線距離：総延長5.4km
- 軌間：762mm
- 電化区間：全線